# RYU FINAL
『RYU FINAL』（リュウ・ファイナル）は、中平正彦による日本の漫画作品。1997年から1998年にかけて『ゲーメスト』（新声社）で連載された。正式タイトルは『STREET FIGHTER III RYU FINAL -闘いの先に-』（ストリートファイタースリー リュウ・ファイナル たたかいのさきに）。

## 概要
カプコンの対戦型格闘ゲーム『ストリートファイターIII』を原典として、作者の中平が独自に構成した漫画化作品。『ストリートファイター』シリーズを通して主人公的存在であった、リュウの物語の結末が描かれているが、作者の中平の過去作品『ストリートファイターZERO』『さくらがんばる!』の続編に当たるため、それに準じた設定や描写も盛り込まれている。

## 単行本
新声社・ゲーメストコミックス
新声社の倒産以後は入手困難。巻末には、『特別番外編』として『さくらがんばる!』に登場する神月かりんを主役とした描き下ろし漫画『THE KANZUKI〜万事において常に勝利者であるべし〜』が収録されている。
1. 『天の巻』1999年2月10日 ISBN 4-88199-583-9
2. 『地の巻』1999年3月10日 ISBN 4-88199-584-7

集英社ジャンプリミックス（SJR）（コンビニコミック）
『ストリートファイターII-3』2007年5月7日 ISBN 978-4-08-109397-7
上記の『THE KANZUKI〜万事において常に勝利者であるべし〜』は、先に発売されたSJR『ストリートファイターII-2』（『さくらがんばる!』の再録）に収録されたため、こちらには収録されていない。2012年11月2日には、『ストリートファイター』シリーズ25周年記念として第2刷の発売が行われた。
復刊ドットコム
『ストリートファイター RYU FINAL -闘いの先に- 新装版』2018年12月10日 ISBN 978-4-8354-5620-1
『さくらがんばる!』『ストリートファイターZERO』に続いて新装版として発売された。上記SJR版と同様に『THE KANZUKI〜万事において常に勝利者であるべし〜』は、先に発売された『さくらがんばる! 新装版』に収録されたため、こちらには収録されていない。それ以外の番外編を含む全てのエピソードとカバーイラストコレクションを収録。
新たに、先に発売された『ストリートファイターZERO 新装版』に続き、『CAMMY外伝』の後編も特別収録された。さらに、復刊ドットコムおよびイーカプコン早期購入特典として、1994年に発売された単行本『劇場用アニメーション ストリートファイターII』より再録となる『CAMMY外伝 Special Episode』が小冊子として付属した。

## あらすじ
日々修行を続けるリュウの目指す「真の格闘家」への道は、未だ見えずにいる。そんな折、同門として育った親友のケン・マスターズは、リュウより先に「真の格闘家」への道を見つけていた。ケンが見つけた答えは家族のために拳をふるうことであり、1人では手に入れることのできない力だという。
自分は何のためにこの拳をふるうのか迷いつつもリュウは旅を続けるが、その途中で謎の仙人オロと出会い、彼に導かれる形で巨人レスラーのヒューゴー、若き拳法家の兄弟ユンやヤンらと拳を交えていく。そして、ボクサーの強敵ダッドリーとの闘いで、ついに一撃必殺の境地「風の拳」へ辿り着く。相手を「倒す」ためではなく相手に「勝つ」ための力、それがリュウの見つけた「真の格闘家」の答えだった。
かつて「倒し」た相手サガットとの再戦を果たし、リュウは最後の闘いへ赴く。その相手とは、リュウの過去の記憶に刻まれた「真の格闘家」であり、それと同時に「殺意の波動」という死と破壊をもたらす力の使い手ゴウキであった。リュウは「殺意の波動」へ至る道を断ち切るため、すべての始まりの場所「朱雀城」でゴウキと雌雄を決することとなる。
死闘の末、リュウは重傷を負いながらゴウキの奥義「瞬獄殺」を破り、風の拳で勝利する。自らの「殺意の波動」に呑み込まれながら崩壊していくゴウキは、リュウに「子」を、すなわち次の世代を育むよう言い残し、炎の中へ消える。それと同時にリュウも力尽き、ここに彼の旅路は終末を迎える。
そして時は流れる。かつてリュウに叩きのめされた若者アレックスは、それでも自らの中に残ったものが何なのかを知るため、もう一度リュウと会うことを望んでいた。それを見たケンはリュウの鉢巻をアレックスに託し、朱雀城跡へ向かうことを勧める。そこでアレックスが見たものは、雄々しく悠然とたたずむリュウの姿だった。リュウがアレックスに語りかけるところで、物語は幕を下ろす。

## 登場人物
原作ゲームにおける「組織」関係者などの一部キャラクターは登場せず、リュウと道を同じくする純粋な格闘家が主である。
リュウ
「真の格闘家」への道を追い求める男で、本作の主人公。さまざまな相手との出会いで、己にとっての「真の格闘家」を見出していく。
ケン・マスターズ
リュウの親友にしてライバルの男。物語冒頭でリュウがアメリカを訪れた際、妻イライザや息子メルと共に登場し、組手でリュウを圧倒する。リュウに先んじて「答え」を見つけたその姿は、彼が「真の格闘家」へ至る最初のきっかけとなる。
「昔から憧れでもあった」と評するリュウには、ゴウキ戦直前の朱雀城での1対1の勝負で越えられていく形となるが、リュウの勝利を傍らで見届ける。その後、格闘大会で迷いを抱えるアレックスと闘い、メルと共に示唆を与え、親友「親子」をつなぐ役割を果たす。
ギル
歴史を裏から支配する秘密結社の総統で、ゲーム『ストリートファイターIII』のボスキャラクター。物語のプロローグにてケンの挑戦を受け、神を自称するほどの力で一度は地に伏させるが、強い父であってほしいとの家族の願いを悟ったケンが「心の力」「真の格闘家」を見出したため、再起した彼に一撃で倒される。
このことについて、本作掲載前の『ゲーメスト』誌上におけるカプコン・ゲーメスト座談会でゲーメスト側は「最初にやられてしまえば、今後はもう登場しないと分かってもらえるだろう」という趣旨の発言をしていた。
ショーン
ケンの弟子になった若者。アメリカを訪れたリュウを出迎える。
ギル戦後、まとう空気が急に柔らかくなった師匠を心配していたうえ、リュウとケンの闘いを見学したいという目論見もあり、彼らの組手のお膳立てをする。
オロ
ひょんなことからリュウの師匠役を買って出る、仙人を自称する老人。リュウの荷物を狙う形で登場した際、体格で上回る彼を片手で軽くあしらったほどの強者である。それと同時に、自分には無い「心の力」を見初めたことでリュウの旅に同行して彼を導いた後、ゴウキとの最終決戦を見届ける。
ポイズン
ヒューゴーのマネージャー。本作では、原作以上の巨体と原作以上に幼い精神を持つヒューゴーの、保護者的な役割も担っている。
ヒューゴー
立派な男になって母と再会する夢を抱いている巨漢。マネージャーのポイズンと共にストリートファイトをしながら、旅を続けている。本作ではリュウの数倍の巨躯であり、彼の身体を片手で掴んで放り投げることもできる。リュウと互角の闘いを繰り広げた後はサガットに挑むが、力及ばず一撃のもとに倒される。
ユン、ヤン
武者修行の旅をしている功夫（クンフー）使いの兄弟。ユンはこれまでの自分の拳をまっすぐにぶつけ、ヤンは工夫を加えた拳で続けざまにリュウへ挑むが、「若さ」ゆえリュウの重い拳の前にあえなく敗北し、高みを目指してさらなる修行を誓う。
ゴウキ
「殺意の波動」の使い手で、リュウが越えるべき存在。物語中盤までは少年時代のリュウの回想、髷を下ろして顔が隠れた姿でのみ登場し、名前も「真の格闘家」と伏せられている。
物語終盤、それまでの闘いの旅によって成長を遂げたリュウと、炎上崩壊する朱雀城で死闘を繰り広げる。リュウが用いた「倒す」ための技はすべて通じず、圧倒的な力で彼の肉体を破壊していくが、「殺意の波動」の究極奥義「瞬獄殺」を破られたうえ、「勝つ」ための技である「風の拳」という答えを受け、敗北を認める。自分の肉体が「殺意の波動」によって崩壊していく中、リュウに次世代の「子」（種子）を（風によって）運び・育むよう、またその「子」といずれ闘いたい旨を言い残し、炎の中へ消える。
作中ではリュウの血縁者とも受け取れるような描写が盛り込まれているが、作者の中平はそう取れるよう描いたことを後に認めている。ただ、リュウの「子」が示すように「血縁関係の有無は重要ではない」とも、作中でケンによって語られている。
ゴウケン
リュウとケンの師匠で、ゴウキの兄。かつてゴウキとの戦いで命を落とした。
ダッドリー
完成された実力を持つボクサーの紳士。本作では「真の一撃必殺」を模索し続けるリュウと対比される重要な相手であり、後述の理由から招かれたダッドリー邸の庭での闘いを通じてリュウは「風の拳」の境地へ辿り着くこととなった。
原作ゲームで闘う動機になっていた亡父の愛車は本作ではすでに取り返しているが、原作エンディング同様、グローブを装着したまま運転していたためにリュウのすぐ背後で事故を起こし、亡父のもとへ送って（廃車にして）しまう。しかし、このことが前述の闘い（リュウを危険な目に遭わせた謝罪も兼ねている）につながることとなる。
エレナ
アフリカに暮らす少女。リュウがダッドリー邸で彼と闘っている最中、庭に植えられていた大樹（エレナの故郷からダッドリーの父が持ち帰っていたもの）を通じて対話することとなる。
サガット
かつて「帝王」と呼ばれたムエタイ使いだったが、闘いの最中に「殺意の波動」に目覚めたリュウの昇龍拳によって倒される。現在でもリュウにとっては手強いライバルの1人。
本来は『ストリートファイターIII』に登場しないが、本作ではリュウによる敗北と妄執を克服するまでが、2話に渡って描かれている。ゴウキとの最終決戦を前に来訪したリュウとの闘いでは、かつて昇龍拳によって生じた胸の傷と同じ位置に「殺意の波動」によらない新たな傷を受けたことで敗北と妄執から完全に解放され、彼の成長を認めるとともに再会の約束を新たな傷に交わし、旅立ちを見送る。
アレックス
ゲーム『ストリートファイターIII』の本来の主人公。本作での登場は最終話のみだが、ゲームの副題『NEW GENERATION』にふさわしく、旧世代であるリュウからバトンを受け取る役割を担う。

## 備考
- 連載誌の『ゲーメスト』は誤植が多いことでも知られており（詳細はゲーメスト#誤植の多発を参照）、本作も連載開始の告知で「中平正彦宣誓執筆！」（正：中平正彦先生執筆！）、物語中盤のダッドリーの台詞で「体勢を大きく崩す蹴り技など不様！」（正：体勢を大きく崩す蹴り技など不要！）、最終話最終ページのリュウの台詞で「確かみてみろ！」（正：確かめてみろ！）などと誤植されていたが、いずれも単行本では修正されている。
  - 「確かみてみろ！」については『ゲーメスト』を象徴する誤植の1つとされており[2]、後年にはこれをデザインに盛り込んだTシャツが発売されている[3]。また、『ゲーメスト』元編集長の石井ぜんじのコラム本『石井ぜんじを右に！ 〜元ゲーメスト編集長コラム集〜』[4]や、1990年代の対戦型格闘ゲームブームを題材とした押切蓮介の漫画『ハイスコアガール』でも、『ゲーメスト』と共に挙げられている。特に、同作がテレビアニメ化された際には、「確かみてみろ！」を取り上げた第8話の台本を見た音響製作会社の担当に本当の誤植と見なされ、「確かめてみろ！」に直されていたという[5]。
- 作中でケンが語るゴウケンとゴウキの対決場面は、『ストリートファイターZERO』で語られるものとは若干違っている。
- 新声社の単行本版『RYU FINAL』の題字は、漫画家の琴義弓介が担当している。